# Kowale (sielsowiet Słoboda)
Kowale – dawny majątek. Tereny na których leżał znajdują się obecnie na Białorusi, w obwodzie mińskim, w rejonie miadzielskim, w sielsowiecie Słoboda.

## Historia
W czasach zaborów w gminie Żośna, w powiecie wilejskim, w guberni wileńskiej Imperium Rosyjskiego.
W latach 1921–1945 majątek leżał w Polsce, w województwie wileńskim, w powiecie duniłowickim, od 1926 w powiecie postawskim, w gminie Żośno.
Według Powszechnego Spisu Ludności z 1921 roku zamieszkiwało tu 36 osób, 30 było wyznania rzymskokatolickiego a 6 prawosławnego. Jednocześnie 31 mieszkańców zadeklarowało polską przynależność narodową a 5 białoruską. Było tu 5 budynków mieszkalnych. W 1931 w 3 domach zamieszkiwało 25 osób.
Wierni należeli do parafii rzymskokatolickiej w Wesołusze i prawosławnej w Żośnie. Miejscowość podlegała pod Sąd Grodzki w Miadziole i Okręgowy w Wilnie; właściwy urząd pocztowy mieścił się w Słobodzie Żośniańskiej.